# Graflex

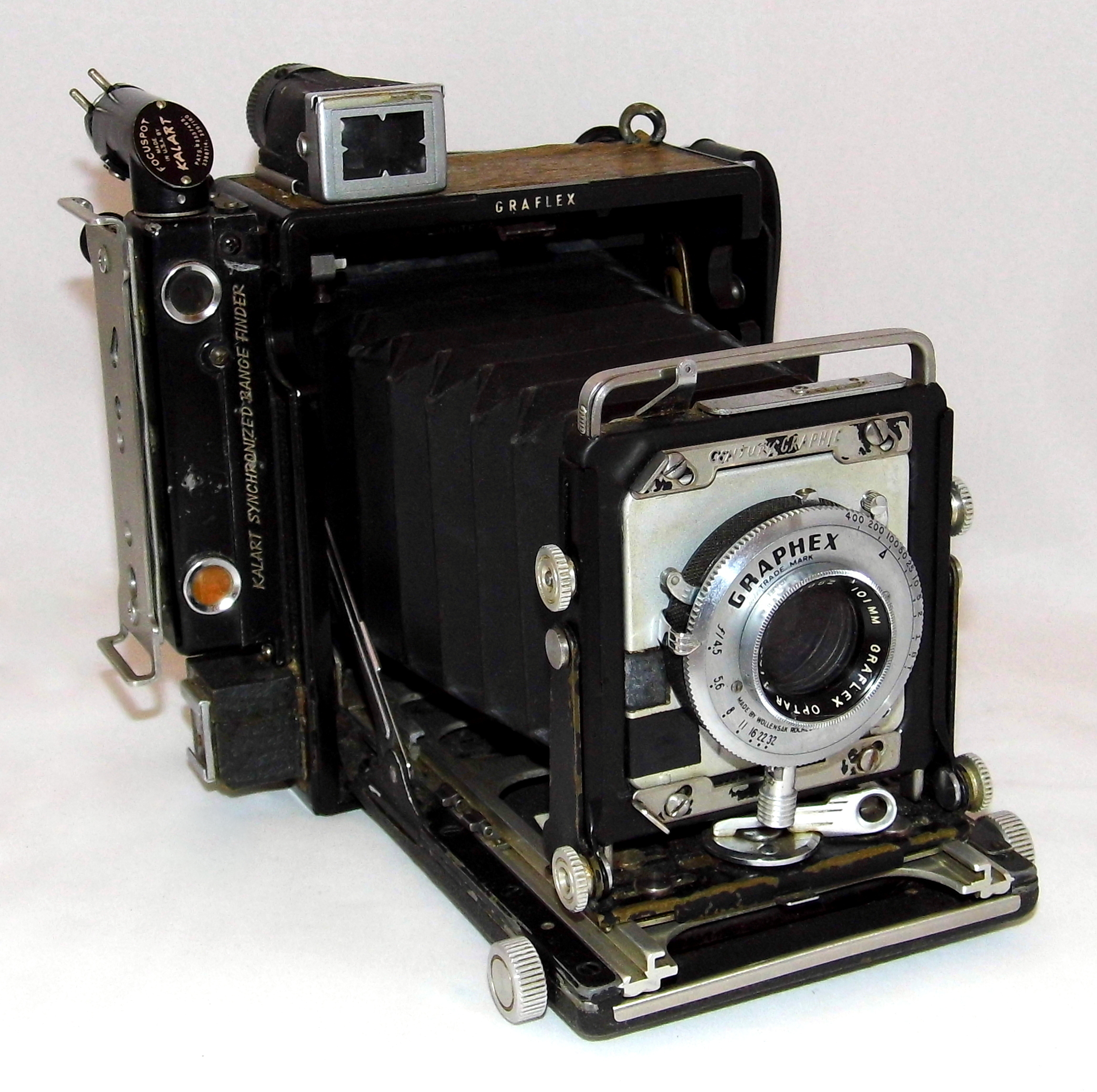
Una fotocamera Graflex, modello Century Graphic (1949).

La Graflex è stato un marchio di macchine fotografiche di grande formato presente sul mercato internazionale dal 1898 al 1973.

## Graflex Camera
Oltre al tipo Graflex nel corso degli anni sono stati prodotti diversi modelli per la fotografia artistica e di reportage, come la Speed Graphic e la Crown Graphic, ed altri modelli dedicati alla fotografia scientifica ed alla ricognizione militare. Il formato base era il 4 × 5 in ma sono stati prodotti anche modelli a lastre di formato inferiore e superiore oltre ad adattatori per la pellicola a rullo formato 120 e modelli per il formato 35 mm. Molti fotografi del XX secolo hanno usato, una attrezzatura Graflex: fra i più famosi sono stati Barbara Morgan, Weegee, Ed Westcott, Dorothea Lange e Joe Rosenthal dell'Associated Press, che vinse il Premio Pulitzer per la foto Raising the Flag on Iwo Jima che immortalava soldati americani che issavano la loro bandiera sul monte Suribachi dell'isola Iwo Jima il 23 febbraio 1945 dopo la sanguinosa battaglia vinta contro i giapponesi. Bert Stern usò una Graflex nel famoso servizio The last sitting con Marilyn Monroe, due settimane prima della morte dell'attrice.

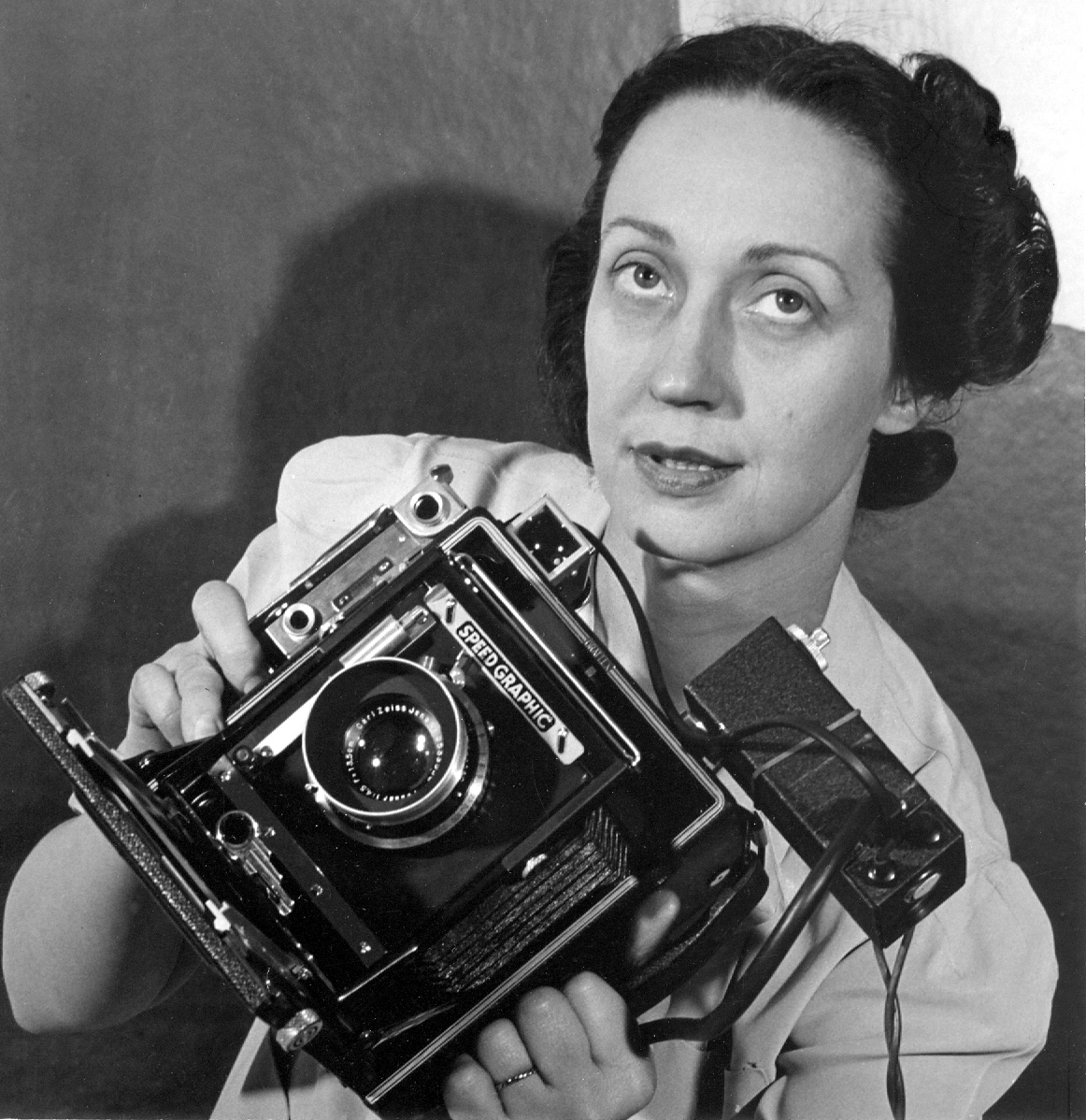
Barbara Morgan con la sua macchina fotografica Graflex nel 1940

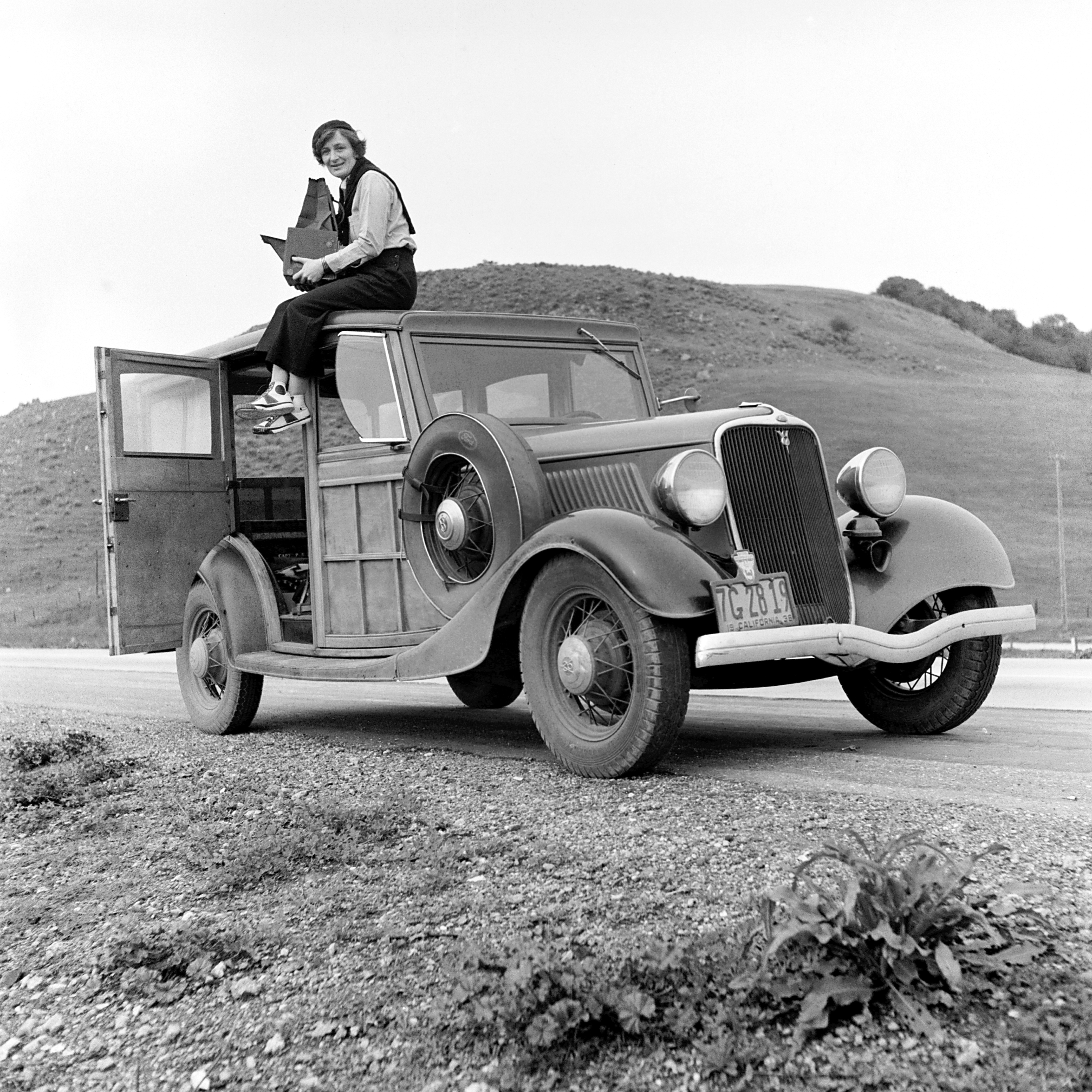
Dorothea Lange nel 1936 con una Graflex

La novità che decretò il successo della Graflex, alla sua uscita nel 1898, fu la possibilità per il fotografo di liberarsi della schiavitù del cavalletto. Le dimensioni erano relativamente compatte e finalmente era possibile vedere il soggetto fotografato direttamente nel pozzetto (attraverso lo specchio ribaltante) senza dover usare il panno nero e guardare l'immagine capovolta nel vetro smerigliato posteriore. La ricerca della compattezza e della portatilità si spinsero ancora in avanti nei decenni successivi con l’introduzione del mirino a telemetro che permise inquadrature ancora più semplici e luminose, l'eliminazione della scatola a specchio con conseguente ulteriore riduzione di ingombro e peso. L'eliminazione dello specchio portò poi all’abbandono dell'otturatore a tendina sul piano focale e l'adozione dell'otturatore centrale situato all'interno dell'obiettivo, quest’ultima innovazione ridusse ulteriormente le dimensioni della camera, aumentò la nitidezza delle immagini, con l'eliminazione delle vibrazioni, e favorì la sincronizzazione con i lampeggiatori.

## Storia
William F. Folmer, era inventore e co-proprietario, della ditta Folmer and Schwing Manufacturing, una fabbrica di lampade a gas fondata a New York nel 1887. Con l'avvento dell'elettricità la ditta si espanse nei settori della fabbricazione di biciclette ed apparecchiature fotografiche. La prima Graflex fu lanciata nel 1898. Il successo fu immediato e spinse la società a concentrarsi sul mercato della fotografia, nel 1905 fu acquistata da George Eastman e nel 1907 divenne la divisione Folmer Graflex della Eastman Kodak. Dopo una serie di cambiamenti divenne semplicemente la "Graflex, Inc."
Nel 1925, Eastman Kodak produceva tutti i modelli Graflex  nella fabbrica di Clarissa Street a Rochester (New York). Nel 1926, a seguito della violazione della legge Sherman Anti-Monopolio (Comp. St. § 8820 e segg.), Kodak fu costretta a scorporare la divisione di apparecchiature di ripresa professionali, che divenne Graflex Inc. La compagnia rimase sotto la stessa proprietà indipendente fino al 1956, quando fu acquistata dalla General Precision Equipment. Nel 1968 fu rilevata dalla Singer Corporation, e operò fino al 1973 quando fu chiusa e le linee di produzione vendute all'azienda giapponese Toyo Corporation che continuò a produrre un modello simile sotto il nome di Toyo Super Graphic 4x5 dal 1979 al 1985.
La vecchia fabbrica della Graflex si trova ancora alla periferia di Pittsford, al numero 3750 di Monroe Avenue, ed ha ospitato la direzione della ditta Veramark Technologies dal 1997 al 2010.
| Anni      | Costruttore                                                   |
| --------- | ------------------------------------------------------------- |
| 1887–1904 | Folmer & Schwing Manufacturing Co. of New York, NY            |
| 1905–1907 | Folmer & Schwing Co., Rochester, NY                           |
| 1907–1927 | Folmer & Schwing Div., Eastman Kodak Co. Rochester, NY        |
| 1928–1946 | Folmer Graflex Corp., Rochester, NY                           |
| 1946–1955 | Graflex Inc., Rochester, NY                                   |
| 1956–1968 | Graflex Inc., Div. General Precision Equipment, Rochester, NY |
| 1968–1973 | Graflex Inc., Div. Singer Corporation                         |
| 1973      | Linea di produzione acquistata da Toyo Co.                    |

## Caratteristiche e peculiarità

### Meccanismi e otturatore
La prima delle fotocamere a marchio Graflex, prodotta nel 1898, fu il modello Graflex, nota anche come Graflex Reflex o Graflex single lens reflex. Questa fotocamera utilizzava lo stesso meccanismo a specchio ribaltante per la visualizzazione attraverso l'obiettivo che troviamo oggi nelle moderne reflex a obiettivo singolo e divenne rapidamente diffusa nella fotografia di ritratto, artistica e per la stampa. L'otturatore a tendina sul piano focale permetteva tempi di posa brevi tali da evitare il mosso e fare a meno del cavalletto. L'otturatore a tendina era fatto di due tendine in tessuto gommato impermeabile alla luce che scorrevano successivamente sul piano focale lasciando aperta una fessura che imprimeva con la luce la lastra fotografica. Agendo sui comandi il fotografo decideva l’ampiezza della fessura e la velocità della tendina a secondo della quantità di luce che cadeva sul soggetto e della necessità di fermare il movimento del soggetto stesso.

### Pellicole, formati e dorsi delle macchine fotografiche Graflex
Le macchine fotografiche Graflex supportavano originariamente dorsi contenenti lastre su vetro 4 × 5 in. Molto presto il supporto di vetro dell'emulsione fotografica venne sostituito dal supporto in celluloide usato ancora adesso. Nel corso della lunga storia di questo marchio furono prodotte anche fotocamere di formato più grande come il 5 × 7 in, l'8 × 10 in e l'11 × 14 in, come pure fotocamere di formato più piccolo come il 3¼ x 4¼ pollici ed il 2¼ x 3½ pollici. Vennero anche prodotti dorsi adattatori per utilizzare pellicola a rullo 120 con altezza di 60 mm e dorsi rapidi 4 × 5 in per il caricamento di 6 pellicole piane da scattare in successione invece delle due tradizionali. Dopo l'invenzione della fotografia istantanea, nel 1947, furono disponibili anche dorsi Polaroid per controllare immediatamente inquadratura ed esposizione. Tra il 1955 ed il 1970 furono distribuite anche fotocamere di formato 35 e 70 mm.

## Alcuni modelli

### Fotocamera Graflex Reflex

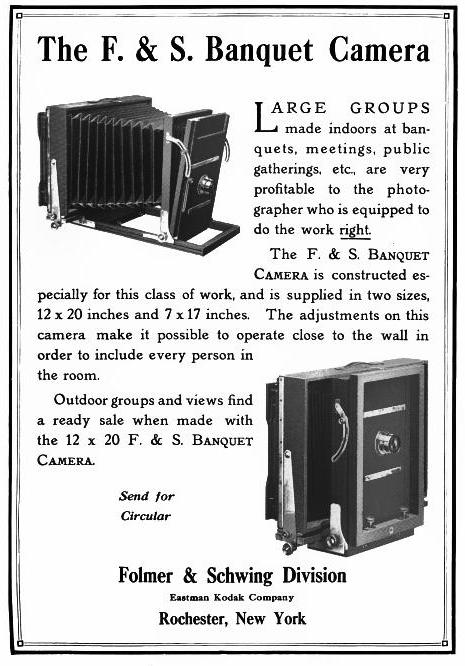
Annuncio pubblicitario per la Folmer and Schwing "Banquet Camera", 1914

La prima delle fotocamere Graflex, messa sul mercato nel 1898, fu la Graflex reflex mono obiettivo (SLR). Questo modello montava lo stesso meccanismo a specchio ribaltante, per permettere la visione attraverso l'obiettivo, che hanno le reflex odierne. La fotocamera aveva un otturatore a tendina sul piano focale, l'esposizione veniva regolata variando la larghezza della fessura di apertura alla luce provocata dallo scorrimento delle due tendine di tessuto. La Graflex Reflex fu molto popolare fra i ritrattisti dell'epoca ed indusse le aziende produttrici di ottiche a realizzare diversi obbiettivi a sfocatura regolabile  compreso il famoso Wollensak's Verito.

### Fotocamere per il fotogiornalismo Speed Graphic e Crown Graphic
Il modello pieghevole Graflex Speed Graphic, è stata prodotta dal 1912 al 1973. Anche questo modello montava l'otturatore a tendina sul piano focale ma non aveva lo specchio ribaltante per la visione attraverso l'obbiettivo, L'inquadratura avveniva con un mirino esterno oppure attraverso il vetro smerigliato dietro al piano pellicola, naturalmente questa opzione era per soggetti statici e con l'uso di cavalletto. L'eliminazione del meccanismo reflex permise di alleggerire la fotocamera e di renderla richiudibile aumentandone la robustezza.L'eliminazione della visione reflex permise alla Speed Graphic di montare anche obbiettivi con otturatore centrale a lamelle di metallo alloggiati all'interno dell'obbiettivo stesso. La Speed Graphic era molto popolare fra i fotografi sportivi e quelli che seguivano le notizie di stampa, tanto che la sua immagine appariva nella testata del New York Daily News. L'uso dell'otturatore a tendina nelle foto di soggetti in movimento veloce come le auto da corsa causava leggere deformazioni dell'immagine, raffigurando le ruote per esempio non come cerchi perfetti ma come ovali. Questi difetti furono apprezzati dal pubblico perché rendevano ancora di più il concetto di velocità, tanto che gli illustratori iniziarono a disegnare le vetture da corsa con le stesse alterazioni nella forma.
Speed Graphics continua ad essere usata ancora oggi da molti fotografi che apprezzano il grande formato in una fotocamera portatile, l'otturatore a tendina sul piano focale permette l'utilizzo di una vastissima gamma di obiettivi.

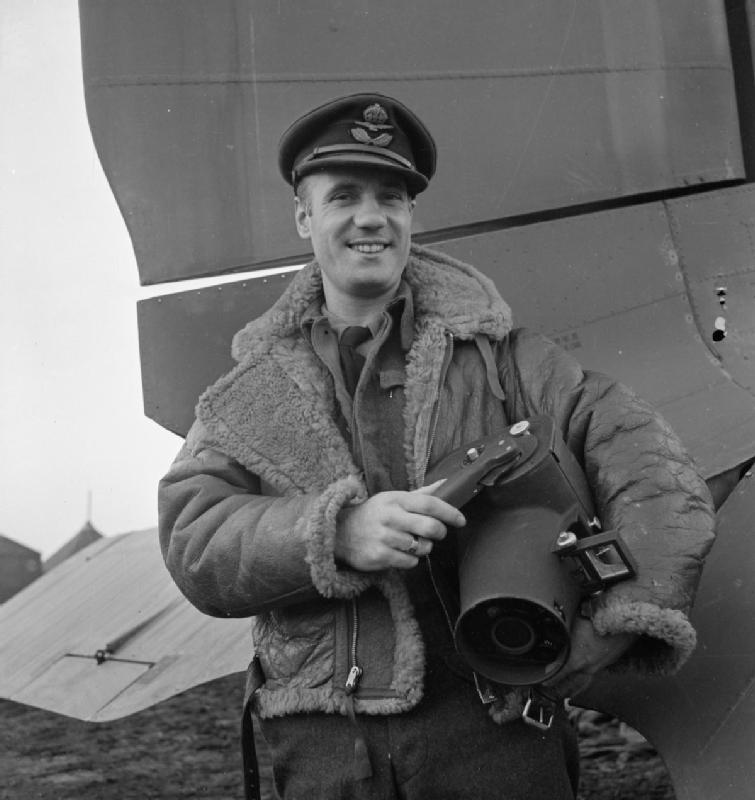
Bari (1942-1945), il fotografo L H Abbott della Royal Air Force al ritorno dai Balcani con una Graflex Fairchild K20

I modelli Crown Graphic erano molto simili alla Speed Graphics, ma non montavano l'otturatore a tendina sul piano focale, questo li rendeva più corti di 2,5 cm e più leggeri di circa mezzo chilo. L'accorciamento del soffietto permise anche l'uso di grandangolari più spinti ed inoltre l'otturatore centrale montato nell'obbiettivo era capace di scattare a tempi più brevi di quello a tendina e permetteva una migliore sincronizzazione con i lampeggiatori al magnesio.

### La fotocamera Graflex K-20 (Fairchild) per la fotografia di guerra
Le tecnologie delle macchine fotografiche Graflex furono implementate anche in alcuni modelli usati per la fotografia di guerra, infatti le Grafklex K-20 (Fairchild K-20 o Graflex Fairchild K-20), furono fotocamere da ricognizione usate soprattutto dalle forze armate statunitensi durante la seconda guerra mondiale.
La fotocamera era capace di scattare con una sola ricarica fino a 100 fotogrammi. I 15 000 modelli K-20 «prodotti dalla Folmer Graflex usavano una pellicola da 5,25"x20 a 5,25"x200, con una dimensione dell'immagine di 4 × 5 in. gli obiettivi a diaframma regolabile e non intercambiabile (da 6 3/8" f/4.5) veniva realizzato dalla Kodak o dalla Bausch & Lomb».

## La Graflex oggi
Il successo delle macchine fotografiche Graflex nel tempo è confermato anche dall'utilizzo che alcuni fotografi ne fanno ai nostri giorni come il caso del fotografo professionista britannico Joshua Paul, che come riportava una notizia del 2017, su diversi media, fra cui la CNN fotografava le corse di Formula 1 e che «invece di utilizzare le più recenti e più grandi fotocamere digitali o semplicemente una fotocamera moderna, aveva scelto di utilizzare una fotocamera Graflex 4×5 del 1913».